# Тайное сокровище Тарзана
«Тайное сокровище Тарзана» (англ. Tarzan's Secret Treasure) — американский приключенческий фильм режиссёра Ричарда Торпа, вышедший на экраны в 1941 году. Пятая экранизация студией Metro-Goldwyn-Mayer серии книг о Тарзане, созданным Эдгаром Райсом Берроузом, с актёрами: Джонни Вайсмюллером (в роли Тарзана) и Морин О’Салливан (в роли Джейн Паркер).

## Сюжет
В самом сердце труднодоступных джунглей по-прежнему живут Тарзан,  Джейн, Бой и их верная Чита. Их окружают друзья – лесные жители.
Бой всё чаще задаёт вопросы о  цивилизованном мире, который ему хотелось бы посмотреть. От матери он узнаёт,  что в цивилизованном мире всё можно купить за золото – блестящие камешки,  которых много на дне реки.
Тарзан считает, что золото  бесполезно. Но Бой другого мнения – камешки хороши для стрельбы из рогатки.
Однажды Бой отправляется в джунгли,  чтобы найти цивилизованный мир, в котором есть большие дома, самолёты, радио.
Он попадает в племя туземцев. В племени  эпидемия. В этом туземцы считают виновными белых людей и Бой едва не погиб от  рук дикарей. Его спасла группа учёных, работающая в джунглях.
Но теперь опасность грозит самим  учёным. Всех их спасает подоспевший Тарзан. Учёные ищут останки племени Ванузи,  жившее в этих местах. Тарзан соглашается показать им дорогу к племени.
От Боя учёные узнают, что в этих местах  много золота. Руководитель экспедиции профессор Эллиот пытается убедить своих ассистентов не превращать научную экспедицию в  поиски золота.
Когда профессор умер от лихорадки,  алчные ассистенты Медфорд и Вандермеер решают найти золото. 
Когда Тарзан отказывается показать дорогу к золоту,  коварные злоумышленники похищают Джейн и Боя из родной хижины и  соглашаются освободить их, если Тарзан покажет где золото.
Но когда Тарзан приводит их к месторождению, Медфорд стреляет в  Тарзана. Обманом он вынуждает Джейн показать им дорогу обратно. Путешественники попадают в руки кровожадных дикарей. Узнав об этом, Тарзан спешит на помощь Джейн и Бою. Как всегда ему  помогают друзья-слоны и обезьяны во главе с Читой.

## В ролях
- Джонни Вайсмюллер — Тарзан
- Морин О’Салливан — Джейн Паркер
- Джонни Шеффилд — Бой
- Реджинальд Оуэн — профессор Эллиотт
- Барри Фицджеральд — О'Дул
- Том Конуэй — Мэдфорд
- Филип Дорн — Вандермеер
- Корделл Хикман — Тамбо
- Джонни Эк — птица (в титрах не указан)
- Мартин Уилкинс — М’Хона (в титрах не указан)